# Maqueto
Maqueto (van Baskische makito of maketo) is de denigrerende naam die werd gegeven aan mensen die vanuit andere regio's van Spanje naar Biskaje emigreerden, en in het algemeen naar Baskenland, vanaf het laatste derde deel van de 19e eeuw, als gevolg van het intense industrialisatieproces dat deze gebieden hebben doorgemaakt.
De term had een pejoratieve betekenis, die door Sabino Arana, de grondlegger van het Baskische nationalisme, werd uitgebreid tot alle Spanjaarden - Spanje was "Maquetania" - die hij verantwoordelijk achtte voor de "degeneratie" van Vizcaya en "Euzkadi" - een door hem uitgevonden neologisme.